# Аличе Бел Коле
А̀личе Бел Ко̀ле (на италиански: Alice Bel Colle; на пиемонтски: Ales Bel Col, Алес Бел Кол) е село и община в Северна Италия, провинция Алесандрия, регион Пиемонт. Разположено е на 418 m надморска височина. Населението на общината е 774 души (към 2011 г.).